# 8677 Charlier
8677 Charlier este un asteroid din centura principală, descoperit pe 2 martie 1992, de UESAC.